# Bassano Romano
Bassano Romano é uma comuna italiana da região do Lácio, província de Viterbo, com cerca de 4.277 (Cens. 2001) habitantes. Estende-se por uma área de 37,46 km², tendo uma densidade populacional de 114,18 hab/km². Faz fronteira com Bracciano (RM), Capranica, Oriolo Romano, Sutri, Vejano.
Era chamada de Bassano di Sutri quando foi fundada como uma vila rural da antiga Sutri, não muito distante dali.

## Demografia
| Variação demográfica do município entre 1861 e 2011                               |
|                                                                                   |
| Fonte: Istituto Nazionale di Statistica (ISTAT) - Elaboração gráfica da Wikipedia |